# Vacoas-Phœnix
Pour les articles homonymes, voir Phoenix.
Vacoas-Phœnix est l'une des plus grandes villes de l'île Maurice. Elle est établie entre Curepipe et Quatre Bornes dans les hauteurs occidentales de l'île, à une quinzaine de kilomètres au sud de Port-Louis, la capitale.

## Histoire
Elle a été transformée en véritable ville en 1963 quand les localités appelées Vacoas et Phœnix ont fusionné administrativement. Elle atteint en 1968 le statut de municipalité à part entière.

## Quartiers
- Belle-Terre
- Camp Fouquereaux
- Cinq Arpents
- Clairfonds
- Glen Park
- Henrietta
- Hermitage
- Highlands
- Hollyrood
- La Caverne
- La Marie
- Mesnil
- Phoenix
- Quinze Cantons
- Réunion
- Solférino
- St-Paul
- Visitation
- Vacoas

## Personnalités nées à Vacoas
- Malcolm de Chazal (1902-1981), écrivain, peintre et poète. Il est enterré au cimetière de Phœnix.
- Anerood Jugnauth (1930-2021), homme politique mauricien.
- Jean Michaël Durhône (né en 1973), prélat mauricien, évêque de Port-Louis.